# コルサコフ海戦
コルサコフ海戦は大日本帝国海軍の巡洋艦「千歳」及び「対馬」とロシア帝国海軍巡洋艦「ノヴィーク」との間で行われた海戦。宗谷沖海戦（そうやおきかいせん）とも呼ばれる。

## 概要

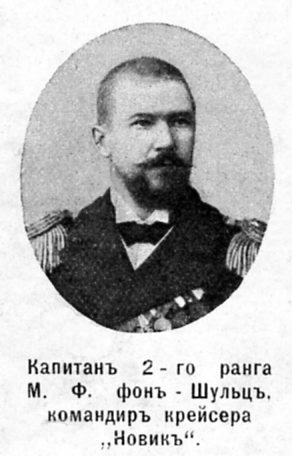
ノヴィーク艦長マクシミリアン・フォン・シューリツ海軍中佐

二等巡洋艦「ノヴィーク」は1904年8月10日に行われた黄海海戦に参加した艦の1隻であったが旅順港に戻ることができず、一旦ドイツ領の膠州湾租借地で石炭補給を受け太平洋回りでウラジオストクへ向かうことにした。
「ノヴィーク」が膠州湾から太平洋へ向かう姿は上海へ向かうイギリス船に目撃され、その情報は上海の現地領事から大本営を経て現地指揮官である東郷平八郎や上村彦之丞に伝えられた。東郷は「ノヴィーク」を要撃させるために麾下の艦隊のうち、東シナ海方面の敵艦捜索から戻り一旦対馬の竹敷要港部に立ち寄ろうとしていた防護巡洋艦「千歳」を派遣することにした。また蔚山沖海戦後、一旦佐世保に戻ろうとしていた第二艦隊には防護巡洋艦「対馬」も派遣させることを命じた。両艦は合流せずに日本海回りで北海道方面へ向かった。
19日早朝、千島列島の望楼においてオホーツク海へ向かう「ノヴィーク」が発見され、その知らせを受けた「千歳」と「対馬」は宗谷海峡へ向かった。翌20日、「ノヴィーク」は石炭不足の懸念があったため、再び石炭を補給すべくサハリンのコルサコフ沖に停泊していた。16時ごろそこへ「対馬」が近づいてきたため「ノヴィーク」は脱出しようとしたが、発見され砲撃戦となって両者ともに浸水を伴う損害を受けて双方が退いた。
「千歳」は応急修理をする「対馬」に変わり日没後に港内へ向かったが、視界不良と細かな海図が無いことから夜戦は不利であるとして港外で待ち伏せた。「ノヴィーク」は脱出が不可能であると考え、浅瀬に乗り上げて乗員を脱出させた。「千歳」は夜明けを待って港内に突入したが、すでに「ノヴィーク」は乗員の脱出を終えつつあった。「千歳」は「ノヴィーク」をロシア側に再利用できなくするために砲撃を加えた後、「対馬」とともに帰還した。
この戦いは戦争の趨勢を決めるものではなかったが、ロシア海軍の貴重な戦力を減らすことに貢献した。また、通商破壊の脅威も軽減された。「ノヴィーク」はそのまま放置されていたが、日本が樺太を占領した後に浮揚・修理され日本海軍に編入、通報艦「鈴谷」となった。